# Gál Béla
Gál Béla (Mátészalka, 1944. október 9. – 2003. augusztus 10.) magyar labdarúgó, hátvéd, edző.

## Pályafutása
1964 és 1973 között a Diósgyőri VTK labdarúgója volt. 1964. augusztus 23-án mutatkozott be az élvonalban az MTK ellen, ahol csapata 2–0-s vereséget szenvedett. Az élvonalban 168 bajnoki mérkőzésen szerepelt és négy gólt szerzett. Tagja volt az 1965-ben Magyar Népköztársasági Kupa-döntős csapatnak. 1986-ban a DVTK vezetőedzője volt.

## Sikerei, díjai
- Magyar Népköztársasági Kupa (MNK)
  - döntős: 1965